# Ичко, Пётр
Пётр Ичко (болг. Петър Ичко, серб. Петар Ичко или Petar Ičko, ок. 1775 — 5 мая 1808, Белград) — сербский и османский дипломат болгарского происхождения.

## Биография
Пётр Ичко родился в южномакедонской деревне Катраница (теперь Пирги, Греция). Переселился на север, где занимался торговлей. Работал как драгоман в османском дипломатическом представительстве в Берлине, а вероятно, и в Вене. Поселился в османском Белграде, где в конце XVIII века был старостой купцов. После возвращения власти янычар в Белграде был вынужден около 1802 года перебраться в Земун, в то время пограничный габсбургский город.
После 1804 года во время Первого сербского восстания поддерживал повстанцев. Благодаря его дипломатическому и торговому искусству, он оказывал им ценные услуги. Поддерживал умеренный курс на установление автономии Сербии посредством договора с Османской империей. В 1806 году послан руководителями восстания представителем в Стамбул, где сумел добиться выгодного для повстанцев Ичкова мира. Возвратился в Белград как видный гражданин, но 5 мая 1808 года умер, вероятно, отравлен.